# Caserío Aizpitarte
El caserío Aizpitarte en Aya (Provincia de Guipúzcoa, España) es una edificación barroca del siglo XVIII, de planta rectangular construido en mampostería, situado en ladera de gran pendiente en Kurpidea Bailara. 

## Descripción
El caserío consta de dos plantas, desván y bodega, siendo su cubierta a tres aguas.
La fachada principal de orientación suroeste posee dos accesos en la planta baja con puertas de doble hoja y uno más pequeño que da acceso a la vivienda. Se abren tres ventanas intercaladas en esta zona. En la primera planta, cuatro ventanas regulares se abren en el bajo cubierta. La fachada noroeste es muy baja debido al desnivel del terreno. En ella se abre un portón dintelado y recercado de sillar con dos hojas de madera. Sobre este portón se halla situado el escudo de armas de gran envergadura para las medidas de esta fachada, ocupando el escaso espacio existente en la superficie de la misma. Dos pequeños ventanucos más son los únicos huecos de esta fachada. La fachada noreste posee un acceso en planta baja y cinco ventanas, dos en planta baja y tres en el bajo cubierta; también en este lado dispone de un antiguo soportal cegado. La fachada sureste, muy alta debido al desnivel del terreno, presenta accesos en la bodega, cinco huecos de ventana desiguales en la planta baja y finalmente, cuatro ventanas en la primera planta. Todos los huecos de esta fachada están recercados de sillar.
Este edificio es de planta muy regular y se apoya en seis postes-ejes de madera de roble apoyados en sendas bases-zapatas de piedra en las que se apoya y se ensambla la armadura del edificio. Posee tornapuntas de apoyo de vigas que comienzan en la planta baja y alcanzan el desván. En este último, además de los postes, se sitúan otros postes parciales sobre las correas, para el apoyo de la cubierta. La estructura posee artísticas marcas de carpintería.